# Giang Tử
Giang Tử (1 tháng 2 năm 1942 tại Hải Phòng – 16 tháng 9 năm 2014) là một ca sĩ nhạc vàng người Việt Nam nổi tiếng từ trước năm 1975. Nghệ danh Giang Tử xuất phát từ sở thích phiêu bạt giang hồ, lãng tử của ông. Giang Tử từng chia sẻ, hai người quan trọng ảnh hưởng đến sự nghiệp ca hát của ông là nhạc sĩ Y Vân và ca sĩ Duy Trác.

## Cuộc đời và sự nghiệp
Giang Tử tên thật là Nguyễn Văn Giang (ông là một tín hữu Công giáo Rôma, ông có tên thánh là thánh Stêphanô), sinh ngày 1 tháng 2 năm 1944 tại Hải Phòng. Tuy nhiên, có nguồn cho rằng ông thực ra sinh năm 1942, cùng tuổi với nghệ sỹ Thanh Nga. Ông có bố mẹ là những người từ Thái Thụy, Thái Bình di cư. 
Khi lên 12 tuổi, Giang Tử được bố cho theo học hát với nhạc sĩ Y Vân. Về sau, ông còn được ca sĩ Duy Trác hướng dẫn về lĩnh vực ca hát. Ông là con cả trong gia đình có 8 anh chị em, bố mẹ là thương gia.
Trong những năm 1960 – 1970, Giang Tử nổi tiếng với dòng nhạc vàng. Năm 1968, ông nổi danh khi song ca cùng ca sĩ Giáng Thu nhạc phẩm Căn nhà màu tím của nhạc sĩ Hoài Linh. Một số ca khúc khác gắn liền với tên tuổi của Giang Tử là Chuyến đi về sáng, Cô hàng xóm, Nhật ký đời tôi,...
Đầu năm 2010, ông sang Hoa Kỳ định cư, tại đây ông liên lạc với những người bạn cũ và được ca sĩ Phương Hồng Quế giới thiệu lên hát ở trung tâm Asia bắt đầu từ chương trình Asia 65 - 55 Năm Nhìn Lại và rất được yêu thích với ca khúc Giọt buồn không tên hát với Phương Hồng Quế.
Từ năm 1975 đến 1990, Giang Tử cộng tác với các đoàn ca nhạc ở miền Nam như Đoàn Kim Cương, Hương Miền Nam, cũng trong thời gian này ông cùng Chế Linh - người bạn thân thời trung học kết hợp thành đôi song ca Hai Con Lạc Đà. Vào năm 2011, Chế Linh và Giang Tử tham gia và trình diễn lại ca khúc Nỗi buồn sa mạc trong chương trình Vân Sơn 47 - In Edmonton - Hè Trên Xứ Lạnh của trung tâm Vân Sơn.
Những năm cuối đời, Giang Tử được chẩn đoán ung thư vòm họng, nhưng do đam mê ca hát nên ông vẫn đi biểu diễn. Vào cuối tháng 5 năm 2014, ông vẫn tham gia biểu diễn và ghi hình cho chương trình Paris By Night 111 - S của trung tâm Thúy Nga trong Liên khúc Sương lạnh chiều đông & Chuyến đi về sáng cùng song ca với Hương Lan.
Giang Tử không ký độc quyền với trung tâm nào nên đã xuất hiện thường xuyên trên cả 3 trung tâm lớn là Asia, Vân Sơn và Thúy Nga. Tuy nhiên sau Show Áo Trắng ngày 19 tháng 7 năm 2014 tại Saigon Performing Art Center, ông về lại Houston mà hủy bỏ toàn bộ lịch trình diễn vì lý do sức khỏe thật sự đã không còn cho phép ông đứng trên sân khấu. Ông đã hủy bỏ luôn cả chuyến đi trình diễn mấy Show ở Quận Cam, trong đó có một show vào ngày 2 tháng 8 năm 2014 tại một đại nhạc hội mang tên Cám Ơn Anh, show còn lại vào ngày 10 tháng 8 năm 2014 tại một nhạc hội do Teletron tổ chức - cả hai buổi này, vé máy bay là do vợ chồng Uy Nguyễn (tổng giám đốc Teletron) bảo trợ.
Ngày 14 tháng 9 năm 2014, tức là chưa đầy 2 ngày trước khi mất, khi sức khỏe đã hoàn toàn yếu hẳn và chỉ có thể nằm trên giường bệnh, Giang Tử nói với phu nhân rằng ông vẫn mong đợi sự hiện diện của Phương Hồng Quế, người đã dự định sang thăm ông cuối tuần đó và nhân tiện trình diễn trong chương trình kỷ niệm 50 Năm Sân Khấu của ca sĩ Hương Lan. Ông qua đời vào ngày 16 tháng 9 năm 2014 (giờ địa phương) tại thành phố Houston, tiểu bang Texas, Hoa Kỳ hưởng thọ 70 tuổi.
Giang Tử có bốn người con, ba người con gái và một người con trai, nhưng không ai theo nghệ thuật chuyên nghiệp. Chính ông cho rằng nghề ca sĩ nhiều khó khăn, nay đây mai đó, nên không khuyến khích các con theo nghề hát mà chuyên tâm học văn hóa. Năm 2017, gần ba năm sau khi ông mất, người con trai duy nhất của ông là Nguyễn Lê Trương Đông đã tham gia cuộc thi Solo cùng Bolero và vào đến vòng chung kết.
Năm 2022, trung tâm Thúy Nga thực hiện trong chương trình Paris By Night 133 - Nguyễn Ngọc Ngạn - The Farewell, hình ảnh và giọng hát của Giang Tử được sử dụng để tưởng nhớ ông trong Liên khúc Xuân này con không về & Thư xuân trên rừng cao cùng với giọng hát của Quang Lê.
Ngoài ca hát, Giang Tử còn sáng tác một số ca khúc, trong đó có bài Mưa ngoài trời mưa trong lòng, Nhớ người tình xa, Vấn vương.

## Các tiết mục trình diễn trên sân khấu hải ngoại

### Trung tâm Asia
| STT | Tiết mục                                                                         | Thể hiện với          | Chương trình               | Năm  |
| --- | -------------------------------------------------------------------------------- | --------------------- | -------------------------- | ---- |
| 1   | Giọt Buồn Không Tên (Tô Giang)                                                   | Phương Hồng Quế       | ASIA 65 55 Năm Nhìn Lại    | 2010 |
| 2   | Lá Thư Trần Thế (Hoài Linh)                                                      | Đan Nguyên, Ngọc Minh | ASIA 66 Cánh Hoa Thời Loạn | 2010 |
| 3   | Tôi Chưa Có Mùa Xuân (Châu Kỳ)                                                   | solo                  | ASIA 67 Đám Cưới Đầu Xuân  | 2010 |
| 4   | LK Thành Phố Sau Lưng & Con Đường Xưa Em Đi (Hàn Châu & Châu Kỳ, Hồ Đình Phương) | Mỹ Huyền              | ASIA 68 Sài Gòn Nỗi Nhớ    | 2011 |
| 5   | Việt Nam Quê Hương Ngạo Nghễ (Nguyễn Đức Quang)                                  | các ca sĩ             | ASIA 68 Sài Gòn Nỗi Nhớ    | 2011 |

### Trung tâm Vân Sơn
| STT | Tiết mục | Thể hiện với        | Chương trình                                | Năm  |
| --- | --- | ------------------- | ------------------------------------------- | ---- |
| 1   | Những Ngày Xưa Thân Ái (Phạm Thế Mỹ)                                                                                    | solo                | Vân Sơn 44 In Connecticut - Nhớ Nhà         | 2010 |
| 2   | Nhớ Nhà (Lê Ngọc, Vân Sơn)                                                                                              | các ca sĩ           | Vân Sơn 44 In Connecticut - Nhớ Nhà         | 2010 |
| 3   | Hàn Mặc Tử (Trần Thiện Thanh)                                                                                           | solo                | Vân Sơn 45 In Minnesota - Huyền Thoại       | 2010 |
| 4   | Trường Cũ Tình Xưa (Duy Khánh)                                                                                          | solo                | Vân Sơn 46 In Praha - Giữ Trọn Tình Quê     | 2011 |
| 5   | LK Sương Trắng Miền Quê Ngoại & Mùa Xuân Của Mẹ & Xin Anh Giữ Trọn Tình Quê (Đinh Miên Vũ & Trịnh Lâm Ngân & Duy Khánh) | Chế Linh, Trường Vũ | Vân Sơn 46 In Praha - Giữ Trọn Tình Quê     | 2011 |
| 6   | Đưa Em Vào Hạ (Trầm Tử Thiêng)                                                                                          | solo                | Vân Sơn 47 In Edmonton - Hè Trên Xứ Lạnh    | 2011 |
| 7   | Nỗi Buồn Sa Mạc (Tú Nhi, Tuấn Lê)                                                                                       | Chế Linh            | Vân Sơn 47 In Edmonton - Hè Trên Xứ Lạnh    | 2011 |
| 8   | Hồi Tưởng (Dạ Ly Vũ) | solo                | Vân Sơn 48 In Chicago - Những Ngày Nắng Đẹp | 2012 |
| 9   | Chuyện Ba Người (Quốc Dũng, thơ Xuân Kỳ)                                                                                | solo                | Vân Sơn 49 In New York - Một Thời Để Yêu    | 2013 |

### Trung tâm Thúy Nga
| STT | Tiết mục                                                           | Thể hiện với                                           | Chương trình                                          | Năm  |
| --- | ------------------------------------------------------------------ | ------------------------------------------------------ | ----------------------------------------------------- | ---- |
| 1   | Kẻ Ở Miền Xa (Trúc Phương)                                         | solo                                                   | Paris By Night 107 Nguyễn Ngọc Ngạn - 20 Năm Sân Khấu | 2013 |
| 2   | Bông Cỏ May (Trúc Phương)                                          | solo                                                   | Paris By Night 108 Thời Gian - Time                   | 2013 |
| 3   | Hoa Nở Về Đêm (Mạnh Phát)                                          | Hương Lan                                              | Paris By Night 109 30th Anniversary                   | 2013 |
| 4   | Hát Mãi Bài Tình Ca (Thái Thịnh)                                   | các ca sĩ                                              | Paris By Night 109 30th Anniversary                   | 2013 |
| 5   | LK Sương Lạnh Chiều Đông & Chuyến Đi Về Sáng (Mạnh Phát)           | Hương Lan                                              | Paris By Night 111 S                                  | 2014 |
| 06* | LK Xuân Này Con Không Về & Thư Xuân Trên Rừng Cao (Trịnh Lâm Ngân) | Quang Lê (dùng lại hình ảnh và giọng hát của Giang Tử) | Paris By Night 133 Nguyễn Ngọc Ngạn - The Farewell    | 2022 |